# カオハガン島

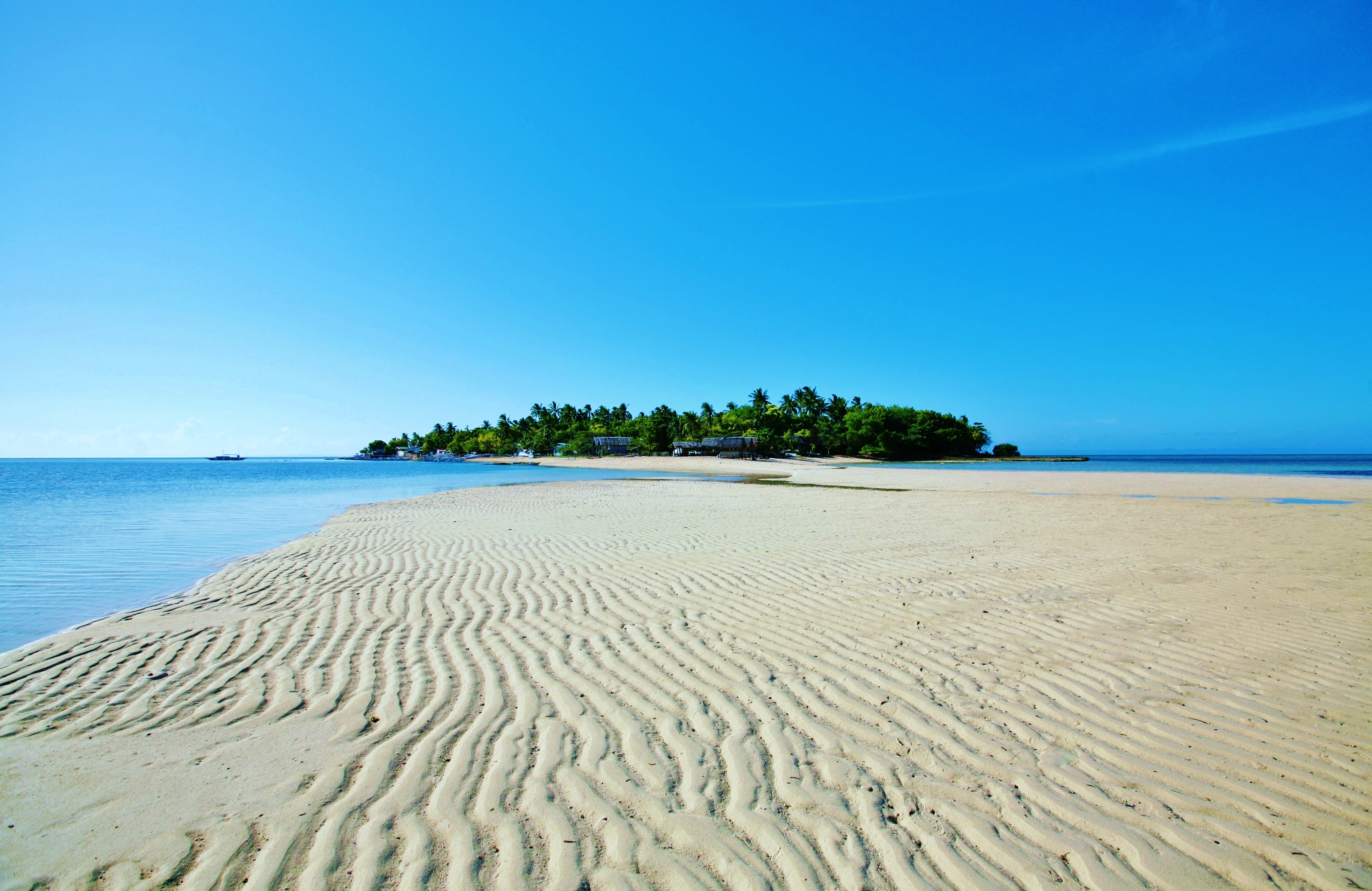

カオハガン島（Caohagan）は、フィリピンセブ島沖、ラプ＝ラプ市のオランゴ環礁に属する島のひとつ。

## 概要
島の人口は600人前後（2013年現在）で、島中に椰子の木などの植物が群生し、自然豊かな美しい土地。
1991年に、元出版社社長の日本人崎山克彦がこの島を購入する。以来、島の教育・医療・産業などを整備し、小規模ながら島内にロッジや公共トイレなどの宿泊施設を設けることでグリーンツーリズムの精神に基づく観光を島民の収入源にするなど、積極的に行動を起こしている。
崎山が自らの著書でカオハガン島の事を「何もなくて豊かな島」と紹介したことで、日本での知名度が上がり、観光客が増加した。崎山は他にもアイランドキルト（カオハガンキルト）と呼ばれるキルト作りの指導など、様々な方法で島民たちの経済的自立を支援している。

## NGO「南の島から」
1995年、前述の観光客らが、島民の子供たちの教育環境の向上などの目的で、NGO「南の島から（from a southern island）」を設立。会費から島民の子供たちが高等学校へ進学するための奨学金を提供するなどの活動を行っている。キャッチフレーズは、「堅苦しさのない自由な南の島から」。

## 熱帯珊瑚礁保護区
2007年ごろから、ラプラプ市の許可を得て、カオハガン沖に約36万平方メートルの「熱帯珊瑚礁保護区（フィッシュサンクチュアリ）」を作る計画が開始。セブ市のサンカルロス大学の協力の下環境管理などを行い、漁業保護区とする。2009年6月からは前述のNGO「南の島から」による支援も予定されている。

## 関連書籍
- 『何もなくて豊かな島―南海の小島カオハガンに暮らす』崎山克彦　ISBN 4101372217
- 『世界でいちばん住みたい島―風の島カオハガンに楽園を創る』崎山克彦・熊切圭介　ISBN 456961650X
- 『ゆっくり生きる』崎山克彦　ISBN 410405304X
- 『青い鳥の住む島』崎山克彦　ISBN 4101372225
- 『カオハガンからの贈りもの』崎山克彦　ISBN 4759307974